# 8586 Епопс
8586 Епопс (8586 Epops) — астероїд головного поясу, відкритий 24 вересня 1960 року.
Тіссеранів параметр щодо Юпітера — 3,178.